# Mizzi Günther
Mizzi Günther (ur. 8 lutego 1879 w Varnsdorfie, zm. 18 marca 1961 w Wiedniu) – austriacka śpiewaczka operetkowa (sopran) i aktorka.
Mizzi Günther urodziła się w 1879 roku w Varnsdorf w Czechach. Poprzez występy na czeskiej prowincji, a potem w Pradze, trafiła na scenę teatru Wenecji w Wiedniu na Praterze. Tam wypatrzył ją dyrektor Carl-Theater Franz Jauner i ściągnął do swego teatru, powierzając jej tytułową rolę w Gejszy. Niedługo potem, obawiając się bankructwa, Jauner popełnił samobójstwo. Scena jednak przetrwała a wraz z nią dwudziestoletnia aktorka. W 1902 roku Günther odniosła sukces w roli Suzy w Druciarzu Lehára (1902). Występowała na scenach wiedeńskich: Carl-Theater, Johann Strauss-Theater, Theater an der Wien, Raimund-Theater. Przez lata pozostawała główną aktorką Lehárowskich operetek. Największy sukces odniosła w roli Hanny Galwari w Wesołej wdówce. Zmarła w 1961 roku.